# 宽翅菘蓝
宽翅菘蓝（学名：Isatis violascens）为十字花科菘蓝属下的一个种。